# ミンカ

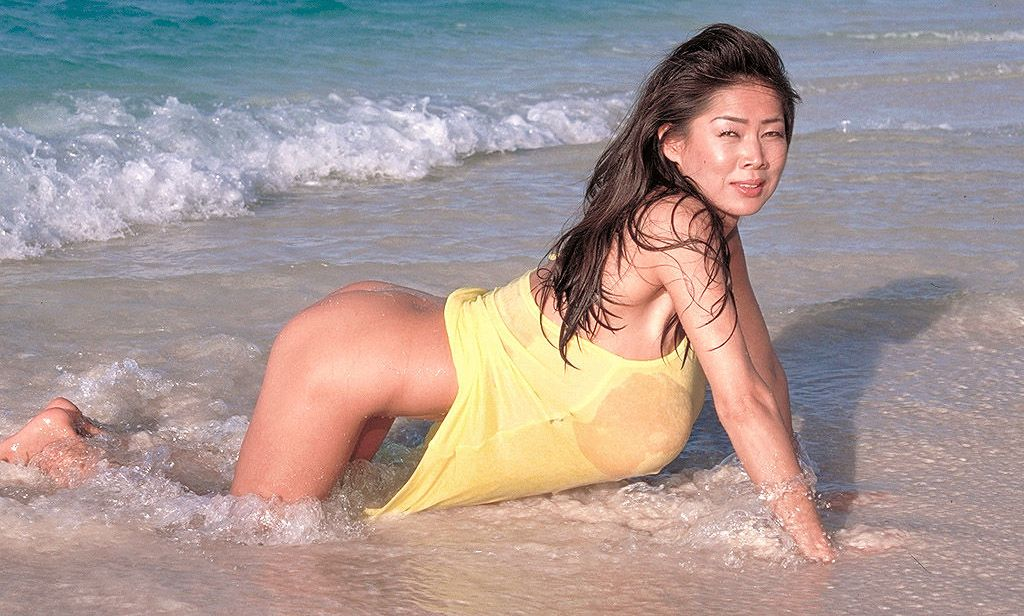
ミンカ

ミンカ（英語:Minka、1970年9月7日 - ）は、韓国出身のアメリカ合衆国の映画女優、ポルノ女優、放送進行者。

## 経歴
1970年9月7日にソウルで生まれる。1993年にアメリカに移住し、テニスインストラクターとして働こうとするが、英語力がないために教員免許を取得することができなかった。そこでテニス仲間の一人の勧めで、イギリスのヌードモデルの仕事に応募した。1994年、初のポルノ映画『デューク・オブ・ノッカーズ2』にパフォーマーとして出演。この間、何度も豊胸手術を受けている。バストサイズは現在54KKで、東アジア最大の乳房を持つとされる。しばらくして、このことがきっかけで有名になり、1997年に「ジェリー・スプリンガー・ショー」に出演した。また、アメリカン・レスリング・リーグ＝WCWにサテンの名で出演し、スケーター映画『デストロイアング・アメリカ』では看護婦役を演じた。現在もAV女優として活躍中で、自身のホームページも運営している。現在、アメリカのラスベガス在住。パフォーマーと結婚している。

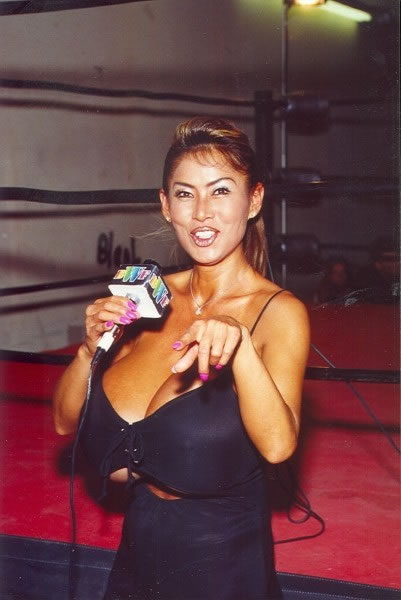
ミンカ

## 出演作品
ハスラー・バスティ・ビューティーズ "センターフォールド・オブ・ザ・イヤー"
AVNアワード "ベスト・ビッグバスト・ビデオ・オブ・ザ・イヤー"
エキゾチック・ダンサー・マガジン "ベスト・ビッグバスト・エンターテイナー・オブ・ザ・イヤー"
2005年SCOREモデル・オブ・ザ・イヤー
SCOREハードコアパフォーマーオブザイヤー2013

## 外部リンク

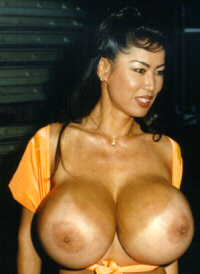
彼女のバストサイズは54KKであり東アジア最大と言われる。